# Kolegium do Spraw Służb Specjalnych
Kolegium do Spraw Służb Specjalnych – organ opiniodawczo-doradczy w sprawach programowania, nadzorowania, a także koordynowania działalności służb specjalnych takich, jak: Agencja Bezpieczeństwa Wewnętrznego (ABW), Agencja Wywiadu (AW), Służba Kontrwywiadu Wojskowego (SKW), Służba Wywiadu Wojskowego (SWW) i Centralne Biuro Antykorupcyjne (CBA) oraz podejmowanych dla ochrony bezpieczeństwa państwa działań Policji, Straży Granicznej, Żandarmerii Wojskowej, Służby Ochrony Państwa (SOP), organów Krajowej Administracji Skarbowej oraz służb rozpoznania Sił Zbrojnych Rzeczypospolitej Polskiej.  
Obsługę Kolegium zapewnia Kancelaria Prezesa Rady Ministrów, w która w drodze rozporządzenia określa szczegółowy tryb i zasady funkcjonowania Kolegium oraz zakres czynności sekretarza Kolegium. 

## Skład Kolegium
1. Przewodniczący - Prezes Rady Ministrów
2. Sekretarz Kolegium do Spraw Służb Specjalnych
3. członkowie (minister właściwy do spraw wewnętrznych, minister właściwy do spraw zagranicznych, minister właściwy do spraw obrony narodowej, minister właściwy do spraw finansów publicznych, Szef Biura Bezpieczeństwa Narodowego)
4. minister-członek Rady Ministrów właściwy do spraw koordynowania działalności służb specjalnych, jeżeli został wyznaczony przez Prezesa Rady Ministrów.

W posiedzeniach Kolegium uczestniczą również szefowie ABW, AW, CBA, SKW, SWW, a także przewodniczący Sejmowej Komisji do Spraw Służb Specjalnych.
Dodatkowo, wyjątkowych okolicznościach Prezydent Rzeczypospolitej Polskiej może delegować swojego przedstawiciela do udziału w posiedzeniach Kolegium, spełniającego wymagania określone w przepisach o ochronie informacji niejawnych w zakresie dostępu do informacji niejawnych o klauzuli "ściśle tajne". 
Przewodniczący Kolegium może zapraszać do udziału w posiedzeniach Kolegium przewodniczących właściwych komisji sejmowych, przedstawicieli organów państwowych oraz inne osoby, których uczestnictwo jest niezbędne ze względu na tematykę obrad. 

## Zadania Kolegium
Szczegółowe zadania Kolegium zostały zawarte w art. 12 ustawy z dnia 24 maja 2002 r. o Agencji Bezpieczeństwa Wewnętrznego oraz Agencji Wywiadu.
Do głównych zadań Kolegium należy formułowanie ocen i wyrażanie opinii w sprawach:
1. powoływania i odwoływania Szefa ABW, Szefa AW, Szefa Służby Kontrwywiadu Wojskowego, Szefa Służby Wywiadu Wojskowego oraz Szefa Centralnego Biura Antykorupcyjnego;
2. kierunków i planów działania służb specjalnych;
3. szczegółowych projektów budżetów służb specjalnych, przed rozpatrzeniem ich przez Radę Ministrów;
4. projektów aktów normatywnych i innych dokumentów rządowych dotyczących działalności służb specjalnych;
5. wykonywania przez służby specjalne powierzonych im zadań zgodnie z kierunkami i planami działania tych służb;
6. rocznych sprawozdań przedstawianych przez Szefów z działalności podległych im służb specjalnych;
7. koordynowania działalności Służb Specjalnych, a także ich działalności z Policją, Strażą graniczną, Żandarmerią Wojskową, Biurem Ochrony Rządu, Służbą Cywilną, urzędami skarbowymi, izbami skarbowymi, organami kontroli skarbowej, organami informacji finansowej oraz służbami rozpoznania Sił Zbrojnych Rzeczypospolitej Polskiej, a także ich współdziałania w dziedzinie ochrony bezpieczeństwa państwa.
8. współdziałania podmiotów, o których mowa w art. 10 ustawy o ABW i AW, ze służbami specjalnymi;
9. współdziałania służb specjalnych z właściwymi organami i służbami innych państw;
10. organizacji wymiany informacji istotnych dla bezpieczeństwa i międzynarodowej pozycji Rzeczypospolitej Polskiej pomiędzy organami administracji rządowej;
11. ochrony informacji niejawnych dotyczących:
  - zagrożeń o zasięgu ogólnokrajowym w zakresie ochrony informacji niejawnych;
  - sposobów postępowania w sytuacji zagrożenia o zasięgu ogólnokrajowym, powstałej wskutek ujawnienia informacji niejawnych oraz dokonywanie oceny skutków ujawnienia takich informacji;
  - projektów aktów normatywnych i innych dokumentów rządowych dotyczących ochrony informacji niejawnych;
  - innych spraw zlecanych przez Radę Ministrów lub Prezesa Rady Ministrów oraz wznoszonych przez ministrów w zakresie realizacji zadań związanych z ochrona informacji niejawnych.

## Historia
Od 1996 r. przy Radzie Ministrów rozpoczęło działalność Kolegium ds. Służb Specjalnych, jako organ opiniodawczo-doradczy w zakresie programowania, nadzoru i koordynowania działań UOP oraz WSI.
Do zadań Kolegium należało m.in. formułowanie ocen, wyrażanie opinii czy inicjowanie nowych rozwiązań w różnorodnych sprawach związanych z funkcjonowanie służb. Działalność cywilnych i wojskowych formacji koordynował premier za pośrednictwa ministra-koordynatora do spraw Służb Specjalnych.
W maju 2002 r. wprowadzona została reforma służb cywilnych przeprowadzona przez rząd koalicyjny SLD - Unia Pracy - PSL, na którego czele stał Leszek Miller. W ramach reformy zlikwidowano Urząd Ochrony Państwa, który zastąpiony został przez Agencja Bezpieczeństwa Wewnętrznego oraz Agencja Wywiadu.
Pomimo względnie rozbudowanego systemu kontroli cywilnej służb specjalnych, w 2002 r. zdecydowano się na głęboką reformę, której deklarowanym celem było m.in. udoskonalenie form koordynacji służb w systemie bezpieczeństwa państwa oraz przywrócenie demokratycznych zasad nadzoru i kontroli. Zarzucano powołanym organom nadzoru, takim jak Kolegium do spraw Służb Specjalnych, ministrowi-koordynatorowi czy Sejmowej Komisji, nieefektywne działanie, niezapewniające wystarczającej cywilnej kontroli. Przyjęto założenia rozgraniczenia właściwości służb wywiadu od kontrwywiadu oraz oddzielenia pełnionych funkcji od procesowych. 
Przeciwnicy forsowanej przez SLD reformy twierdzili, że tak naprawdę chodzi o uzyskanie kontroli i obsadzenie ważnych stanowisk w służbach "swoimi ludźmi". Koordynacji działań służb na szczeblu politycznym miało służyć nowo ukształtowane Kolegium do spraw Służb Specjalnych - organ opiniodawczo-doradczy, w gestii którego znalazły się odtąd także BOR, organy celne, urzędy skarbowe, organy kontroli skarbowej, informacji finansowych czy rozpoznania Sił Zbrojnych.
Reforma zwiększyła cywilną kontrolę nad służbami specjalnymi. Oznaczało to, że zwiększył się zakres zadań i obowiązków powierzonych Kolegium do spraw Służb Spacjalnych

## Sekretarz Kolegium
Sekretarza Kolegium powołuje oraz odwołuje Prezes Rady Ministrów, sposród osób spełniających wymagania określone w przepisach o ochronie informacji niejawnych w zakresie dostępu do informacji niejawnych o klauzuli "ściśle tajne". 
Sekretarz Kolegium organizuje pracę Kolegium i w tym zakresie może występować do organów administracji rządowej o przedstawienie informacji niezbędnych w sprawach rozpatrywanych przez Kolegium.

## Źródła
- Ustawa z dnia 24 maja 2002 r. o Agencji Bezpieczeństwa Wewnętrznego oraz Agencji Wywiadu
- Ustawa z dnia 9 czerwca 2006 r. o Służbie Kontrwywiadu Wojskowego oraz Służbie Wywiadu Wojskowego
- Ustawa z dnia z 8 sierpnia 1996 r. o Radzie Ministrów
- Ustawa z dnia 9 czerwca 2006 r. o Centralnym Biurze Antykorupcyjnym
- Ustawa z dnia 8 grudnia 2017 r. o Służbie Ochrony Państwa
- Kolegium do Spraw Służb Specjalnych
- Minister Koordynator Służb Specjalnych

1. D. Rowieka, Służby specjalne - nadzór i kontrola, [w:] Bezpieczny obywatel - bezpieczne państwo, red. J. Czapska, J. W i d a c k i, Lublin 1998, s.107
2. A. Żebrowski, Kontrola cywilna nad służbami specjalnymi III Rzeczypospolitej (1989‑1999). Zagadnienia politologiczno‑prawne, Kraków 2001, s. 143 -150
3. K. Jałoszyński, S. Zalewski, Organy administracji rządowej wobec zagrożeń terrorystycznych. Służby specjalne wobec terroryzmu, Bielsko -Biała 2009, s.64-65
4. A. Rogala-Lewicki, Służby specjalne a organy władzy państwowej – relacje instytucjonalne, „FSAP” 2011, 2 II, [online:] http://www.fsap.pl/documents/publications/Sluzby_Specjalne_a_organy_wladzy_panstwowej.pdf, dostęp: 18.05.2022